# Stadt Wiesbaden (Landschaftsschutzgebiet)
Das Landschaftsschutzgebiet Stadt Wiesbaden ist ein Landschaftsschutzgebiet, das den größten Teil der unbebauten Fläche der Stadt Wiesbaden umfasst. Mit einer Fläche von 12.858 Hektar umfasst es ungefähr 62,7 % der Stadtfläche und ist eines der größten Landschaftsschutzgebiete in Hessen. Das Landschaftsschutzgebiet wurde am 12. Oktober 2010 eingerichtet. Es umfasst verschiedene Naturräume wie das Main-Taunus-Vorland, die Wiesbadener Bucht, Teile des Vortaunus, des Rheingaus und der Untermainebene. Im Norden des Stadtbereichs überschneidet sich das Schutzgebiet mit dem Naturpark Rhein-Taunus. Innerhalb des Schutzgebiets befinden sich neun Naturschutzgebiete und die FFH-Gebiete Buchenwälder nördlich von Wiesbaden, Rabengrund, Goldsteintal und Rettbergsaue.

## Amtliche Verordnung für das Schutzgebiet
Nach der Schutzgebietssatzung und laut Verordnung der Stadt Wiesbaden aus dem Jahr 2010 hat das Landschaftsschutzgebiet folgende Zwecke:
- die nachhaltige Sicherung und Wiederherstellung der von einer land- und forstwirtschaftlichen Nutzung geprägten Kulturlandschaft wegen der Vielfalt, Eigenart und Schönheit des Landschaftsbildes, wegen ihrer besonderen kulturhistorischen Bedeutung und für den Schutz des Naturhaushalts;
- die Erhaltung der großen zusammenhängenden Waldgebiete als Lebensraum für Tiere und Pflanzen, für den Ressourcenschutz und die landschaftsgebundene Erholung;
- die Sicherung der Fließgewässer und ihrer Auen wegen ihrer besonderen Bedeutung für die Leistungs- und Funktionsfähigkeit des Naturhaushalts und für den Biotopverbund;
- die Erhaltung, Entwicklung und Wiederherstellung der Leistungs- und Funktionsfähigkeit des Naturhaushaltes durch den Schutz von Klima, Boden, Wasser und Luft;
- die Sicherung und Entwicklung der Vielfalt, der Eigenart und der Schönheit des Landschaftsbildes und die Erhaltung der Landschaft als störungsfreier und frei zugänglicher Erlebnisraum für die landschafts- und freiraumgebundene Erholung;
- die Erhaltung und Wiederherstellung der naturnahen, artenreichen, die Kulturlandschaft prägenden Lebensräume, insbesondere Hainsimsen-Buchenwälder und sonstige Laub- und Laubmischwälder, Feuchtgrünländer, Seggenriede und Röhrichte sowie Magerrasen, Streuobstbestände, Wegraine und Gewässerläufe mit den sie begleitenden Auen einschließlich der heimischen Tierwelt;
- die Erhaltung und bestandsschonende Entwicklung von Landschaftsteilen mit besonderer kulturhistorischer Bedeutung wie Garten-, Boden- und Kulturdenkmälern und landschaftsprägender Gelände- und Nutzungsformen (Hohlwege, Terrassen, Streuobstwiesen);
- die Erhaltung und Entwicklung von Biotopvernetzungsstrukturen.